# Верхнє Синьовидне
Ве́рхнє Синьови́дне (до 1946 року — Синевідсько Вижнє) — селище (з 1957) в Україні, у Сколівській міській громаді Стрийського району Львівської області України. Населення становить 3409 осіб (2018).

## Географія

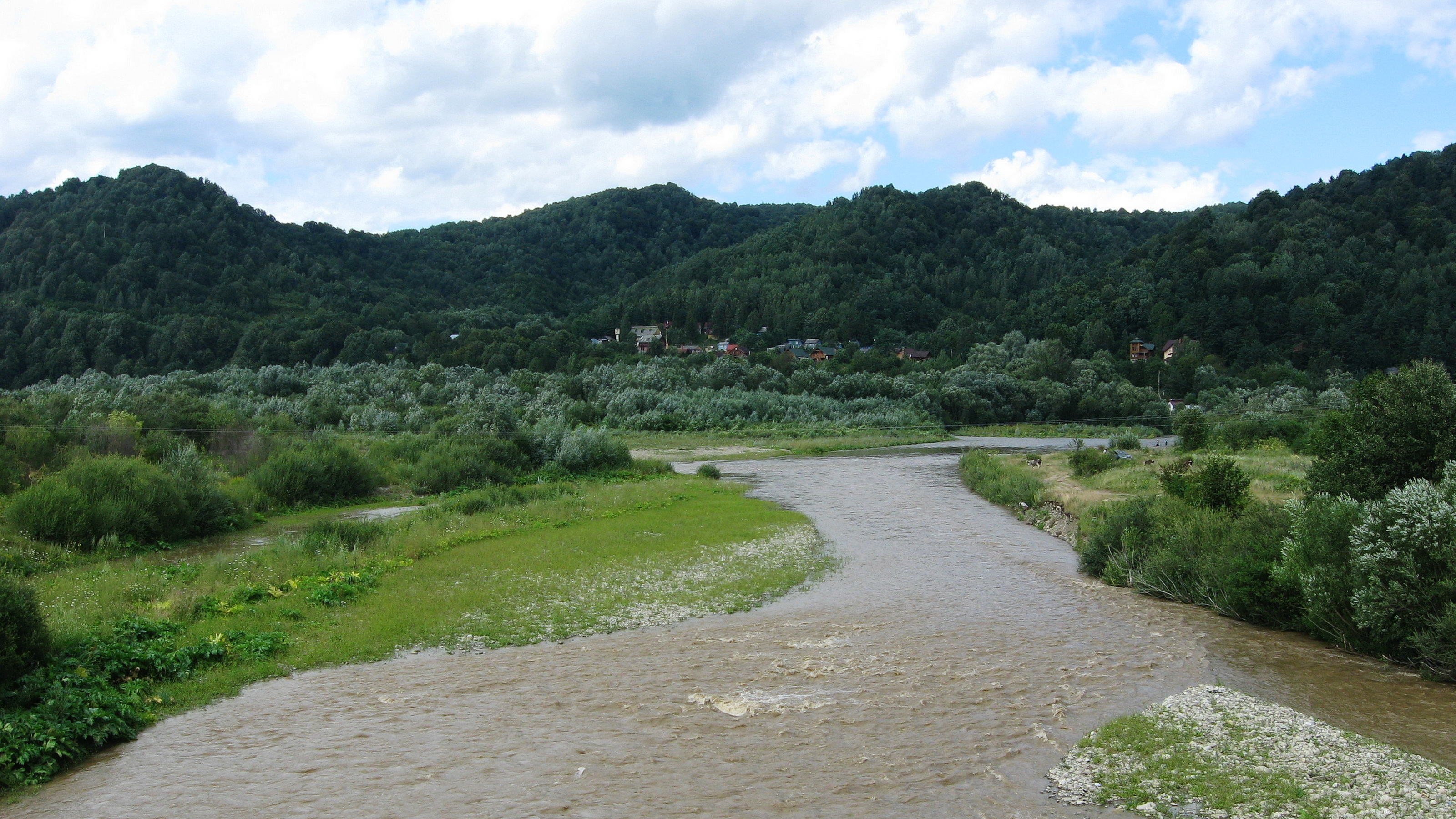
Місце злиття річок Опір і Стрий

Селище розташоване у Верхньосиньовидненській улоговині, при підніжжі Сколівських Бескидів, біля річки Опір, що впадає в річку Стрий.
Над долиною річки Стрий височіє гора Парашка — найвища у Львівській області. На північ від селища розташований хребет Комарницькі гори.
За Верхнім Синьовидним видніється крутий берег річки Опір зі скелями червоного кольору. Легенда розповідає, що на цьому місці під час бою із смоляками було поранено Олексу Довбуша і його кров залила берег.
На північно-західній околиці селища річка Здзенни та Середній потік впадають у Стрий. На північний захід від містечка розташована ботанічна пам'ятка природи «Дугласія» і геологічна пам'ятка природи «Красний Камінь».
Через селище пролягає автошлях міжнародного значення М06 та залізниця, однойменна залізнична станція.

## Історія

### Стародавні часи

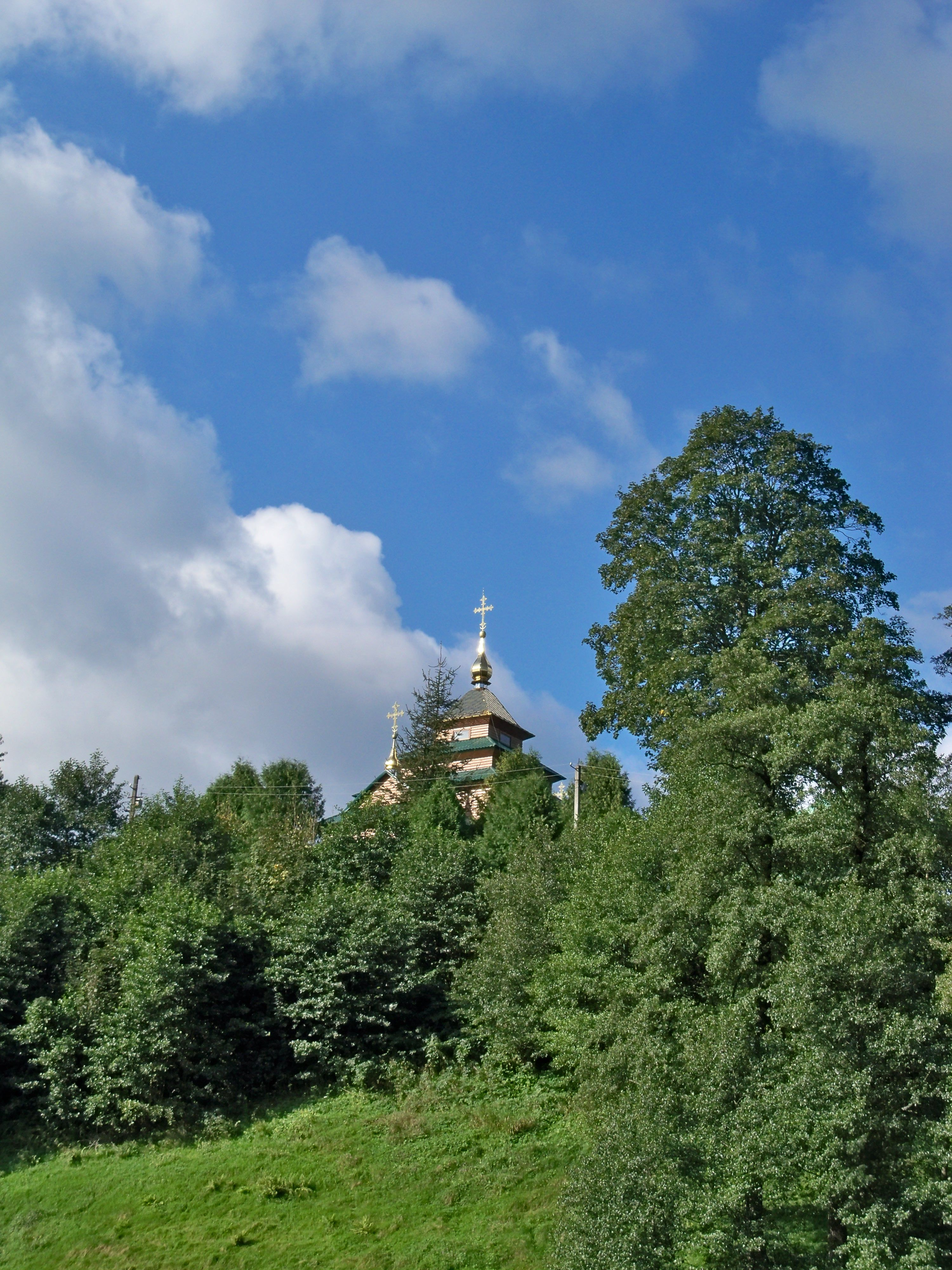
Золота гора (відбудована церква собору Пресвятої Богородиці)

Археологічні дослідження засвідчують, що у цій місцевості мешкали люди ще за часів Київської Русі та Галицько-Волинського князівства. Тут збереглися залишки давньоруського городища, яке датують XI—ХІІІ століттями.
У Галицько-Волинському літописі село вперше згадується під назвою Синьоводсько за часів князювання Данила Галицького. Перша письмова згадка про село припадає на 1240 рік.
У літописі йдеться про те, що того року Данило, повертаючись із поїздки до Угорського короля Бели IV, переночував у Синеводському монастирі «… поїхав Данило-князь до короля в Угри, маючи намір заприязнитися з ним, посвататися. Та не було приязні між ними обома і вернувся він од короля, і приїхав у Синевідсько в монастир Святої Богородиці…».
Не випадково це бойківське поселення називали надалі Синьоводсько (пол. Synowodzko). Старий путівник Галичиною передає переказ про те, що на місці теперішньої долини Стрия, де лежить Верхнє Синьовидне, колись було озеро Сині Води.

### Річ Посполита та під правлінням Австро-Угорщини
У 1349 році, на той час землі села, як і вся Галичина, були захоплені Польським королівством (з 1569
р ку — під пануванням Річі Посполитої).
Селяни брали участь у антифеодальних повстаннях 1607 року — проти Речі Посполитої, а у 1824—1826 роках — проти Австрійської імперії.
Після першого поділу Речі Посполитої 1772 року село відійшло до Австрії (з 1867 — Австро-Угорщина).
У 1886 році збудована мурована церква Святого Івана Хрестителя.
У 1895—1896 роках долиною річки Стрий планувалось збудувати залізницю Верхнє Синьовидне — Кропивник — Турка — Самбір. Однак ці плани так і не були реалізовані. У 1905 році на цій трасі була прокладена лише лісова вузькоколійка Верхнє Синьовидне — Крушельниця, продовжена пізніше до Рибника.
На межі ХІХ—ХХ століть синевідчани займалися торгівлею їстівними каштанами — закуповували їх в Італії й перепродували у Львові, Кракові та Варшаві. Через те мешканців селища і досі називають «каштанами»[джерело?].
У 1906 році побудований деревообробний завод, продукція якого вивозилася за межі Галичини.

### Міжвоєнний та післявоєнний період

Пам'ятник борцям за волю України

Після розпаду Австро-Угорщини (1918) село увійшло до складу ЗУНР. У 1919—1939 роках пепебувало у складі Польщі.
У 1926, 1936 та 1939 роках під керівництвом комуністів відбулися страйки деревообробників.
З 1 листопада 1939 року селище у складі УРСР. У 1943 році збудована Церква Собору Пресвятої Богородиці за проєктом Євгена Нагірного.
У 1957 році, Верхнє Синьовидне отримало статус селище.
За радянських часів відкриті три загальноосвітні школи, лікарня, клуб, кінотеатр та бібліотека. Також були дерево-обробні підприємства, пластмасовий та асфальтовий заводи, комбінат побутового обслуговування.
У селищі була центральна садиба радгоспу «Сколівський», що спеціалізувався на молочно-м'ясному тваринництві. До нього входило 4715 га сільгоспугідь, зокрема 1115 га ріллі та 3469 га пасовиська і сінокосу.
Поруч із радгоспом функціонували автоколона Дрогобицького автопарку, асфальтний завод (на базі сланцевих покладів), а також лісозавод, що залишився з австрійських часів.
Влітку 1991 року, ще до проголошення Незалежності України, мешканці селища за власний кошт спорудили, відкрили й освятили пам'ятник Тарасові Шевченку, з нагоди 750-річчя від часу першої згадки про Верхнє Синьовидне.

### Легенда
Жили два брати — Стрий і Опір. Народила їх одна мати — висока гора Явірник, що здавен стереже південні границі Тухольщини. На них чекала одна дорога до синього Дністра. Стрий, як розважніший і старший, вирушив у дорогу одразу. Йшов він широким півколом, оминаючи вузькі ущелини та перепади. Опір, легковажний, не думаючи про важливу мандрівку, заснув солодким сном. Коли ж пробудився, сонце було вже в зеніті, а Стрий далеко за лісами та горами. Опір, не роздумуючи, кидається стрімголов униз, навпростець через гори. Він пливе тісними ущелинами, рветься вперед через круті схили, піниться, шумить, реве, підточуючи скелі та береги. Наприкінці, прорвавшись через Ворота, які звуться тухольськими, побачив у широкій, мальовничій долині свого старшого брата. Тут злилися їх води, і це місце люди назвали Синевідсько. До заходу сонця Стрий та Опір підгірською долиною доплили до Дністра.

## Населення

### Мова
Розподіл населення за рідною мовою за даними перепису 2001 року:
| Мова       | Кількість | Відсоток |
| ---------- | --------- | -------- |
| українська | 3529      | 99.27%   |
| російська  | 24        | 0.67%    |
| білоруська | 2         | 0.06%    |
| Усього     | 3555      | 100%     |

## Сучасність
Нині у селищі розвивається екотуризм. Гостей та відпочиваючих приймають база відпочинку «Вогник» та готель «Соняшник».
У 2000-х роках в селищі завершена газифікація, освітлено центральні вулиці, відремонтована лікарня, Народний дім. У Верхньому Синьовидному функціонують дільнична лікарня, середня загальноосвітня школа, ДНЗ «Теремок», а також селищна хорова капела «Синьогора». Працюють деревообробні підприємства.

## Особистості
- Роман і Іван Мицики — українські політичні діячі.
- Матисякевич Зиновій Михайлович — вчений-краєзнавець.
- Струк Євстахій Данилович — діяч ОУН.
- Цмоць Костянтин — окружний Провідник ОУН Стрийщини у 1939—1941 роках.
- Яцик Петро Дмитрович — меценат та філантроп.
- Юліан Макаревич (1854—1936) — український художник та реставратор.

## Галерея
Селище Верхнє Синьовидне та його околиці

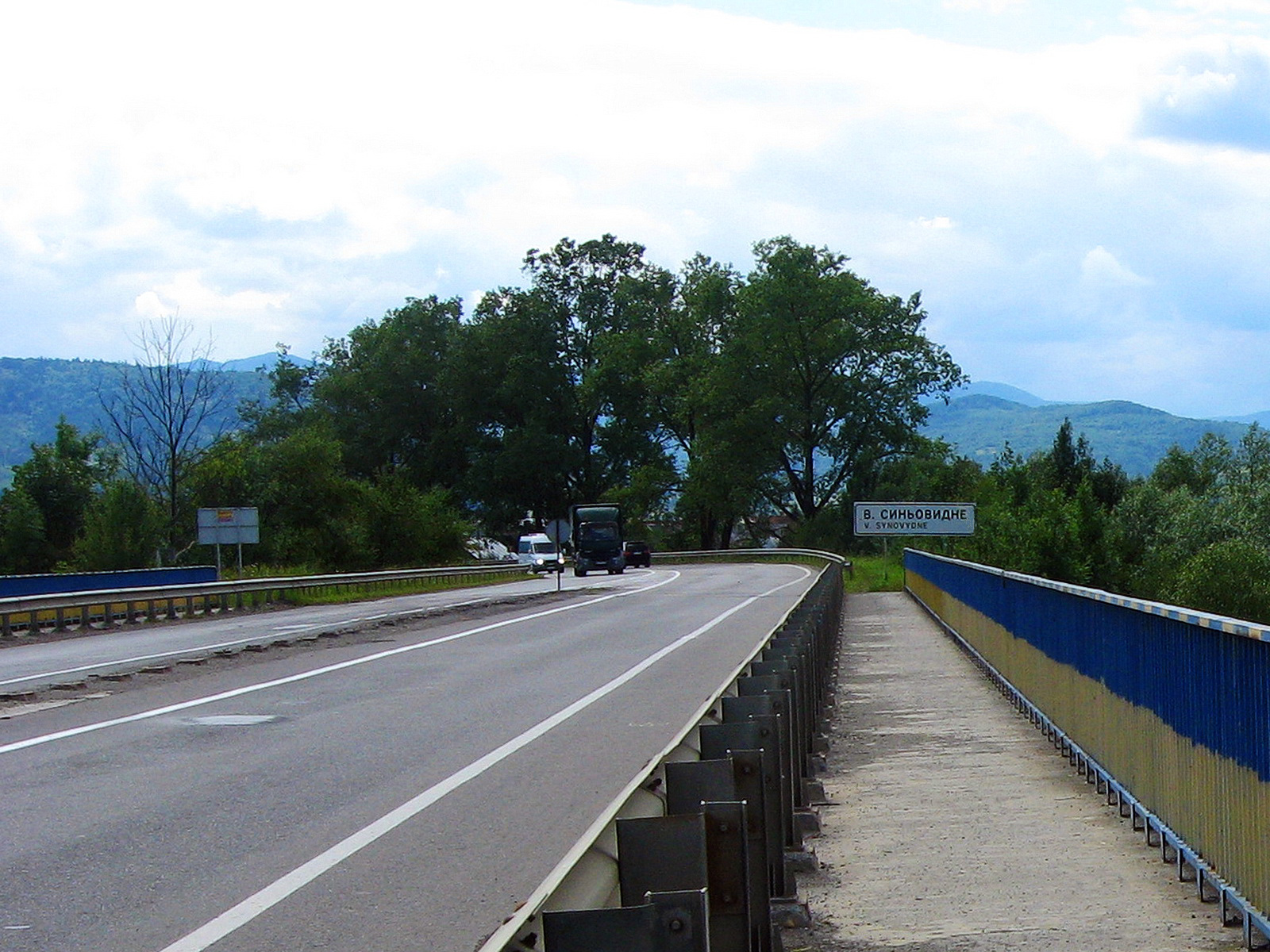
В'їзд у с. Верхнє Синьовидне
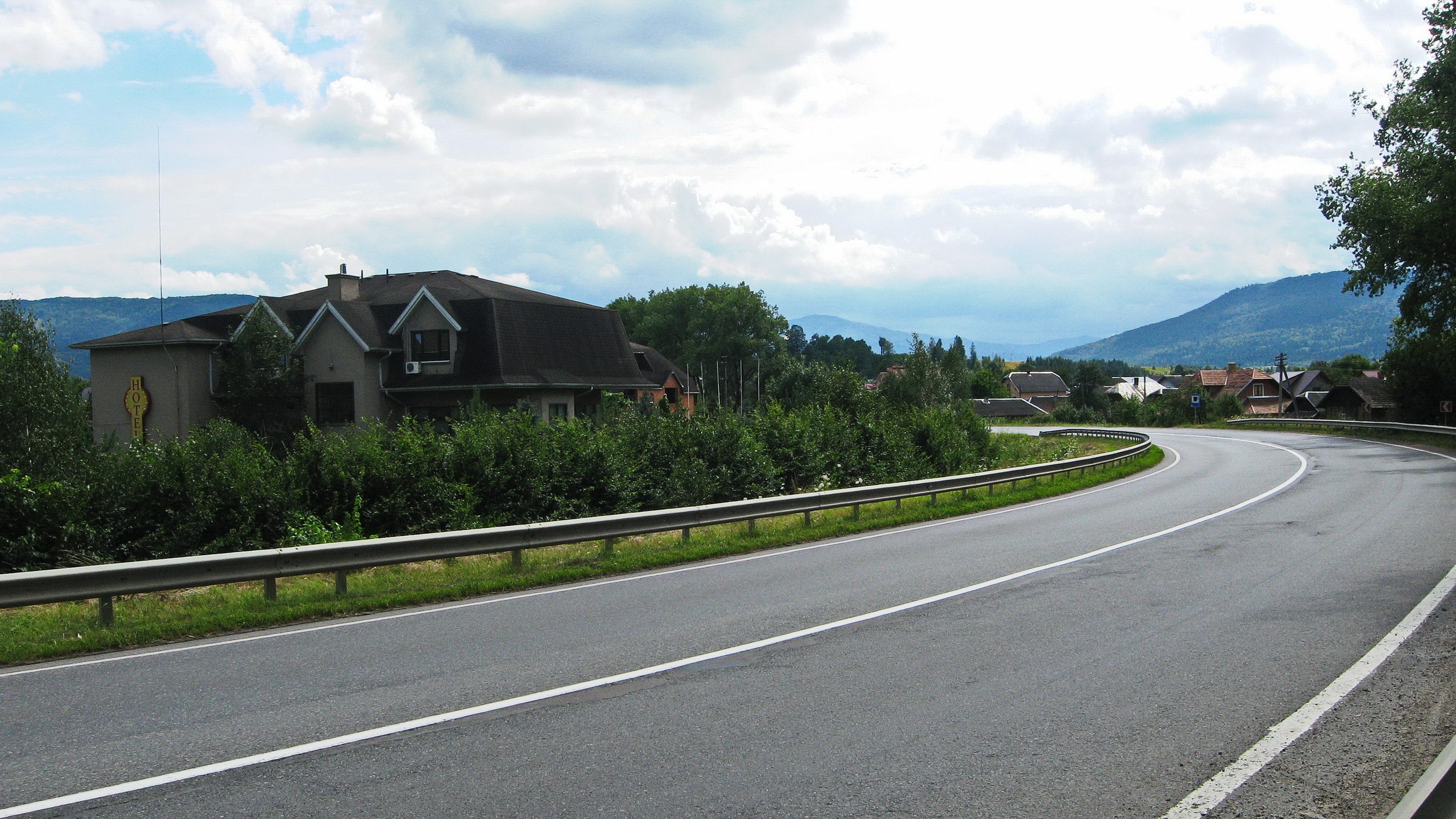
Готель при дорозі
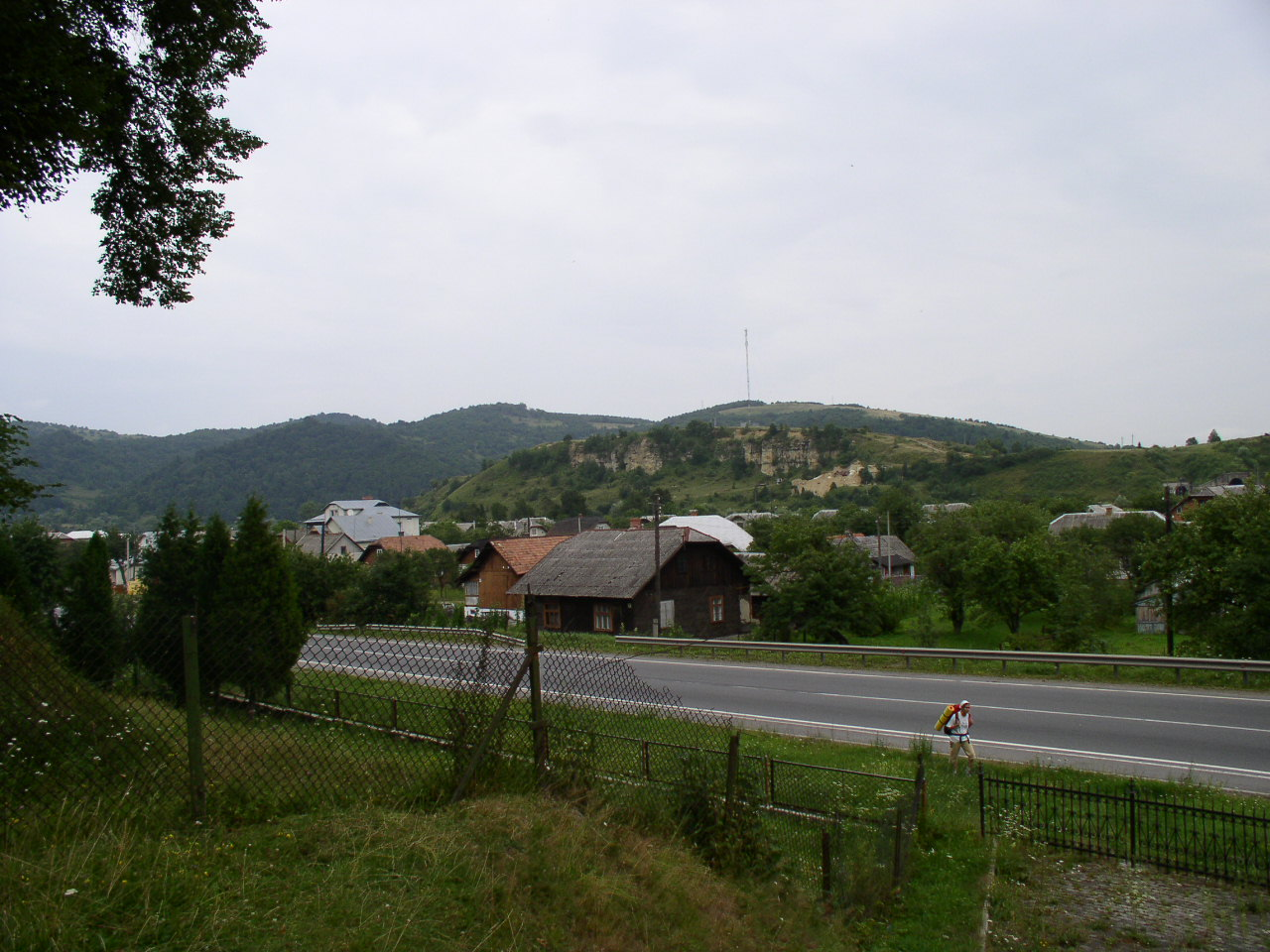
Центральна вулиця Селища
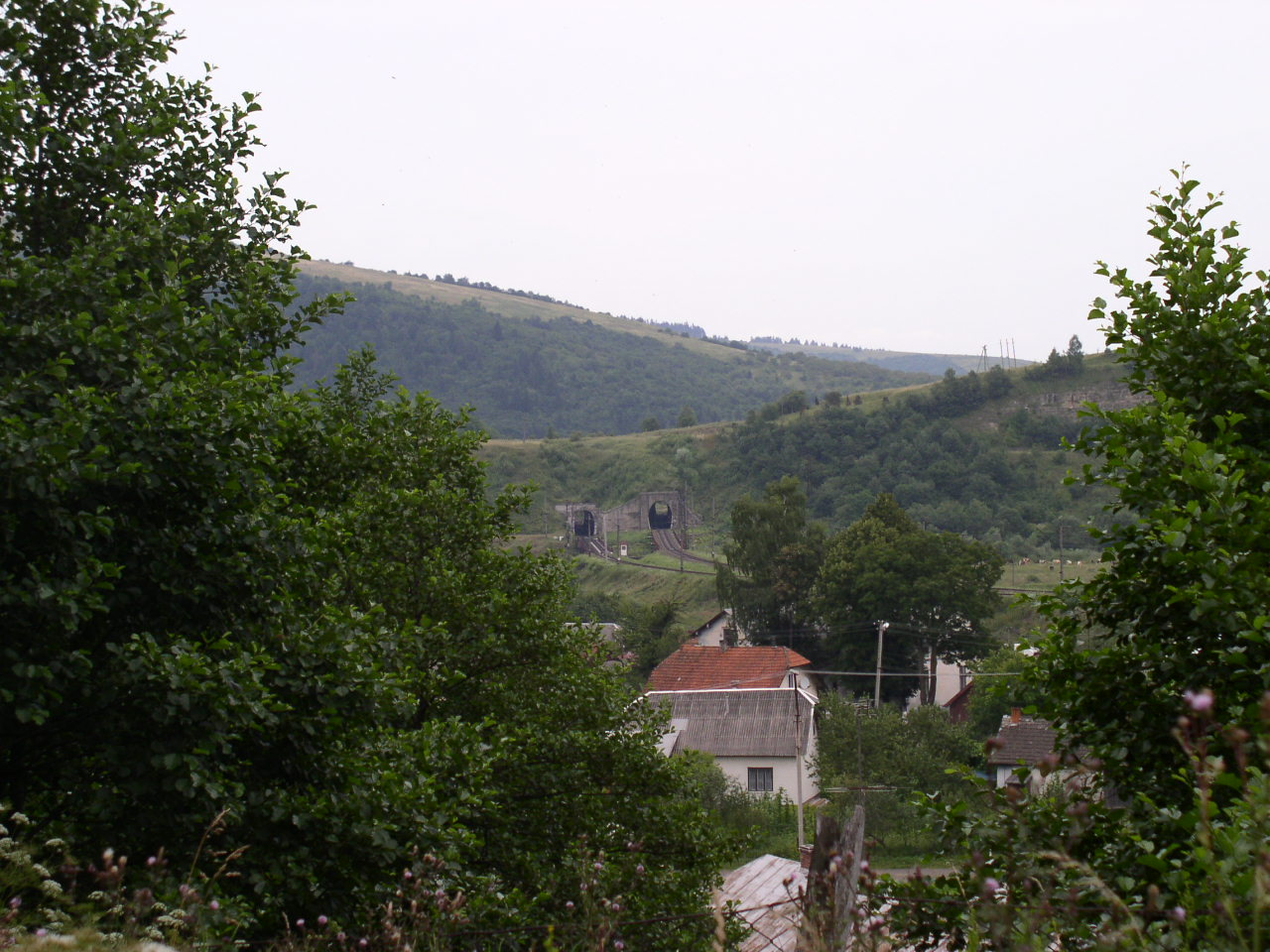
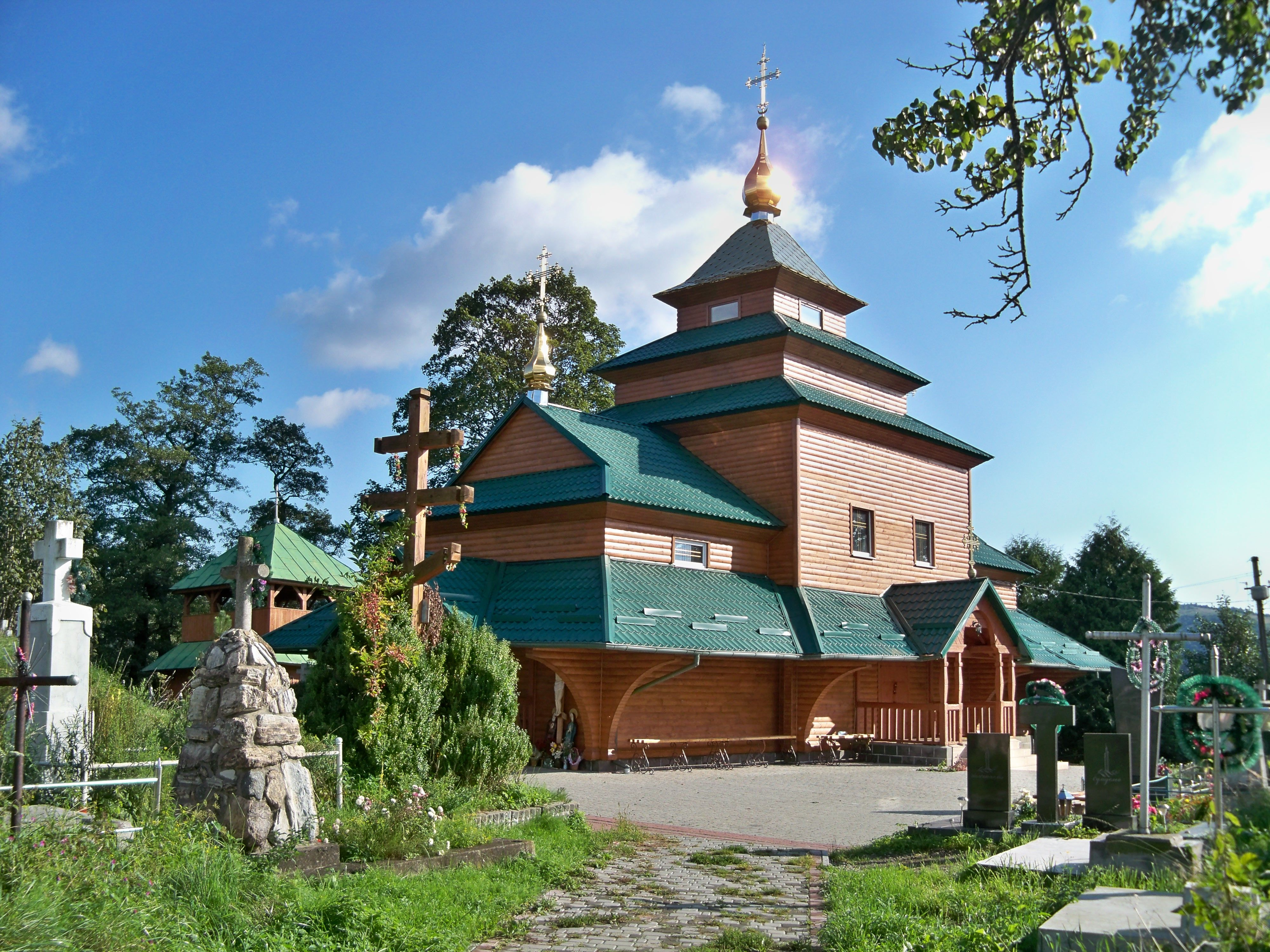
Церква Собору Пресвятої Богородиці
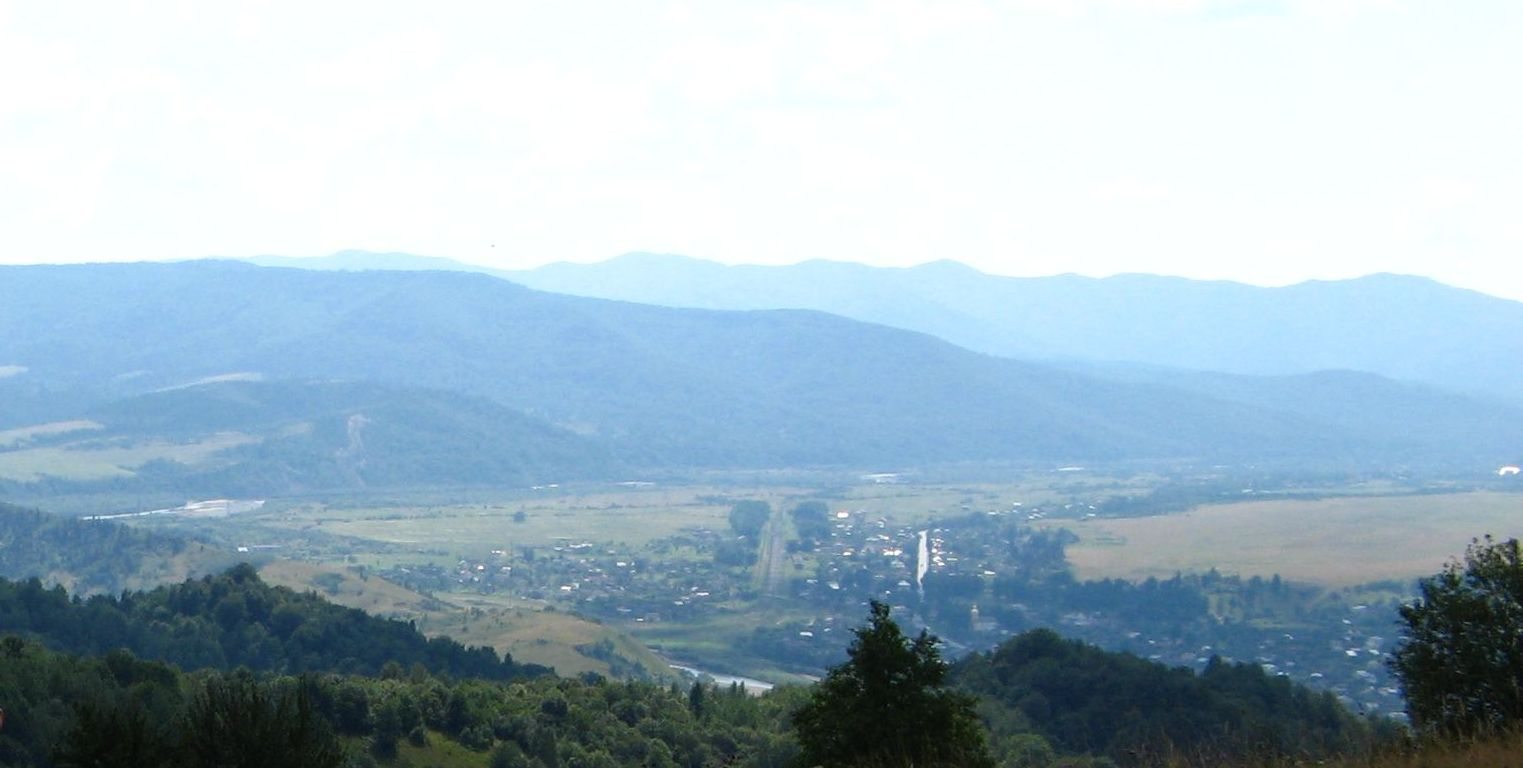
Краєвид селища з Комарницького хребта
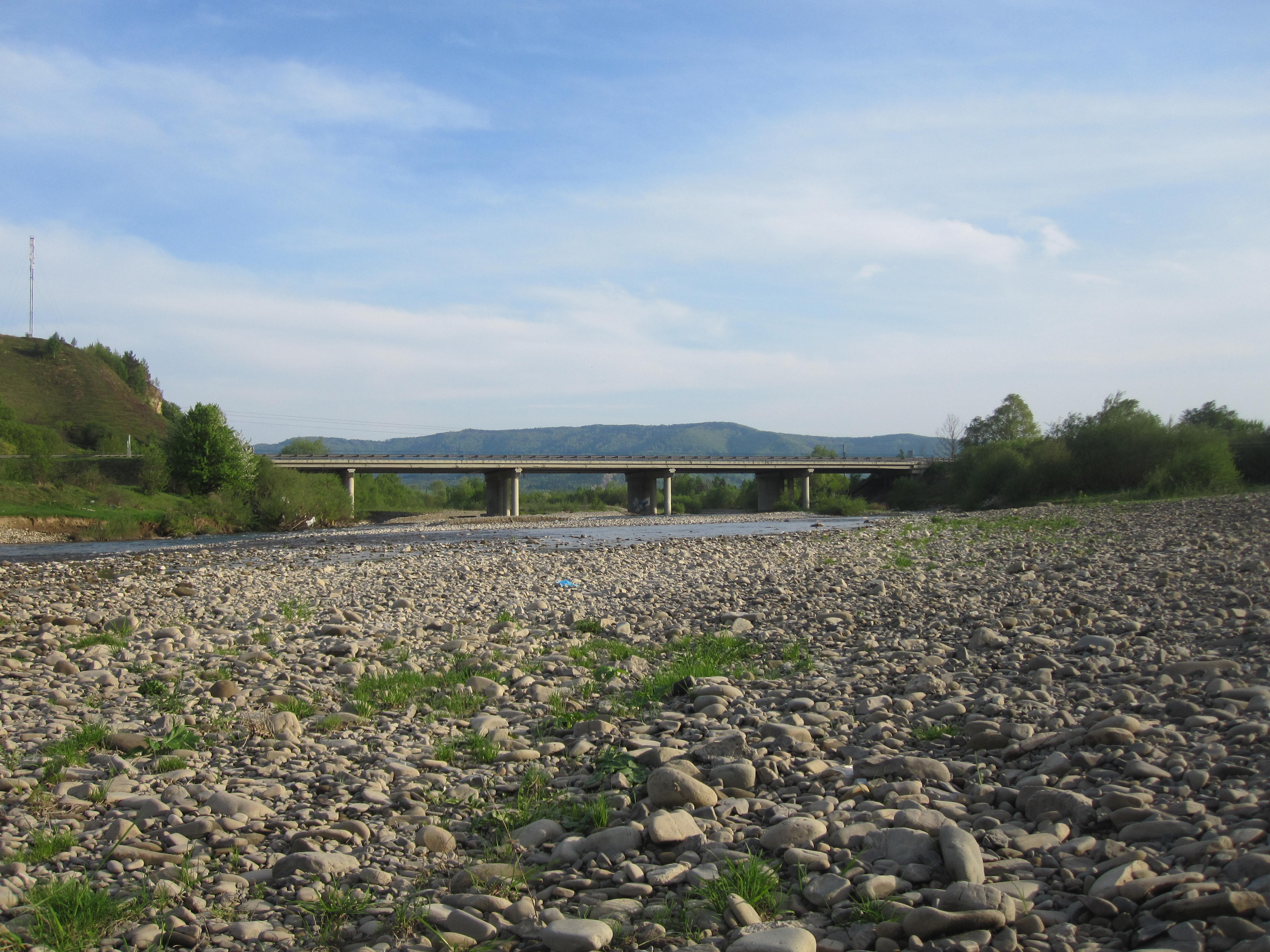
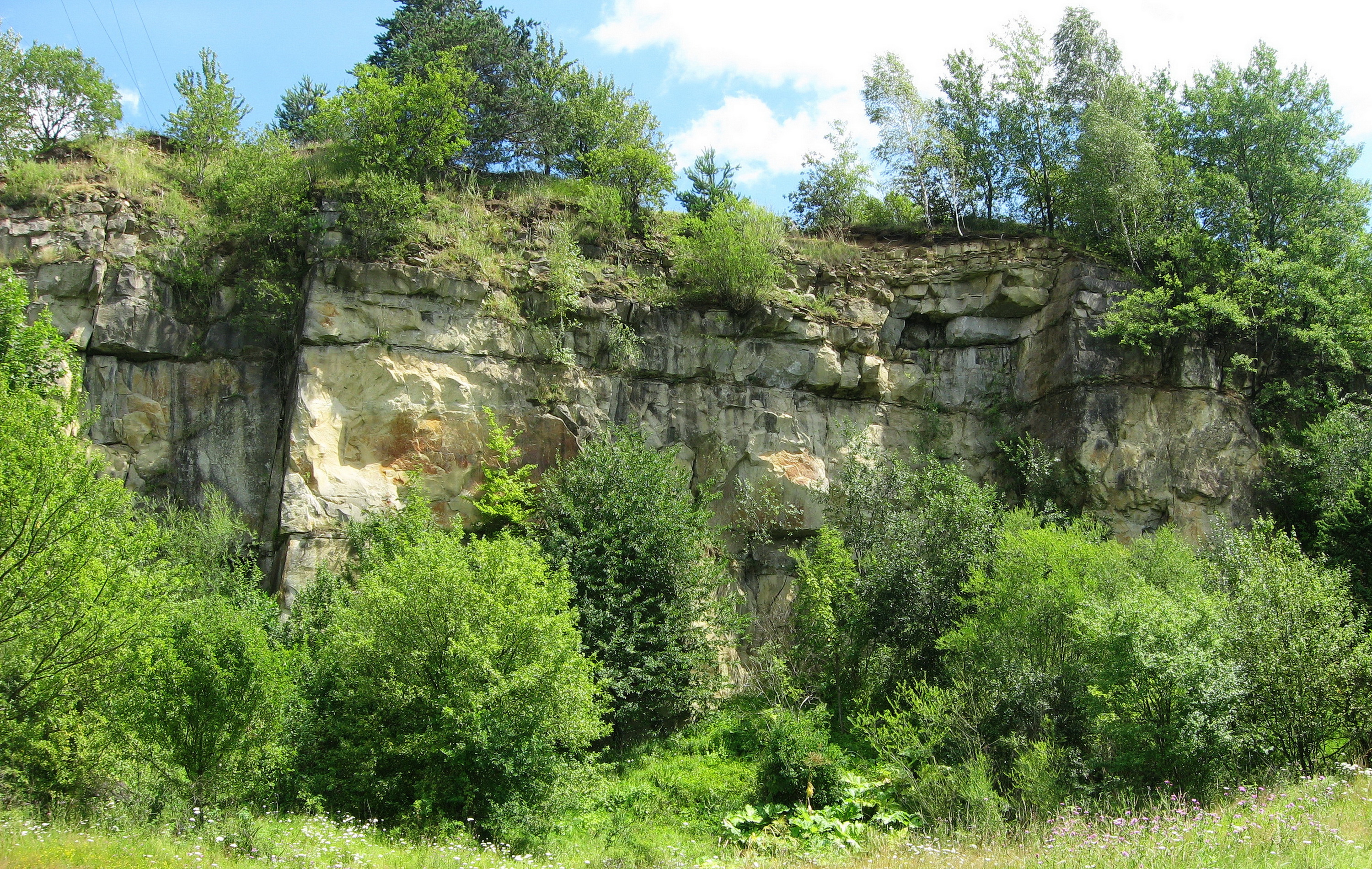
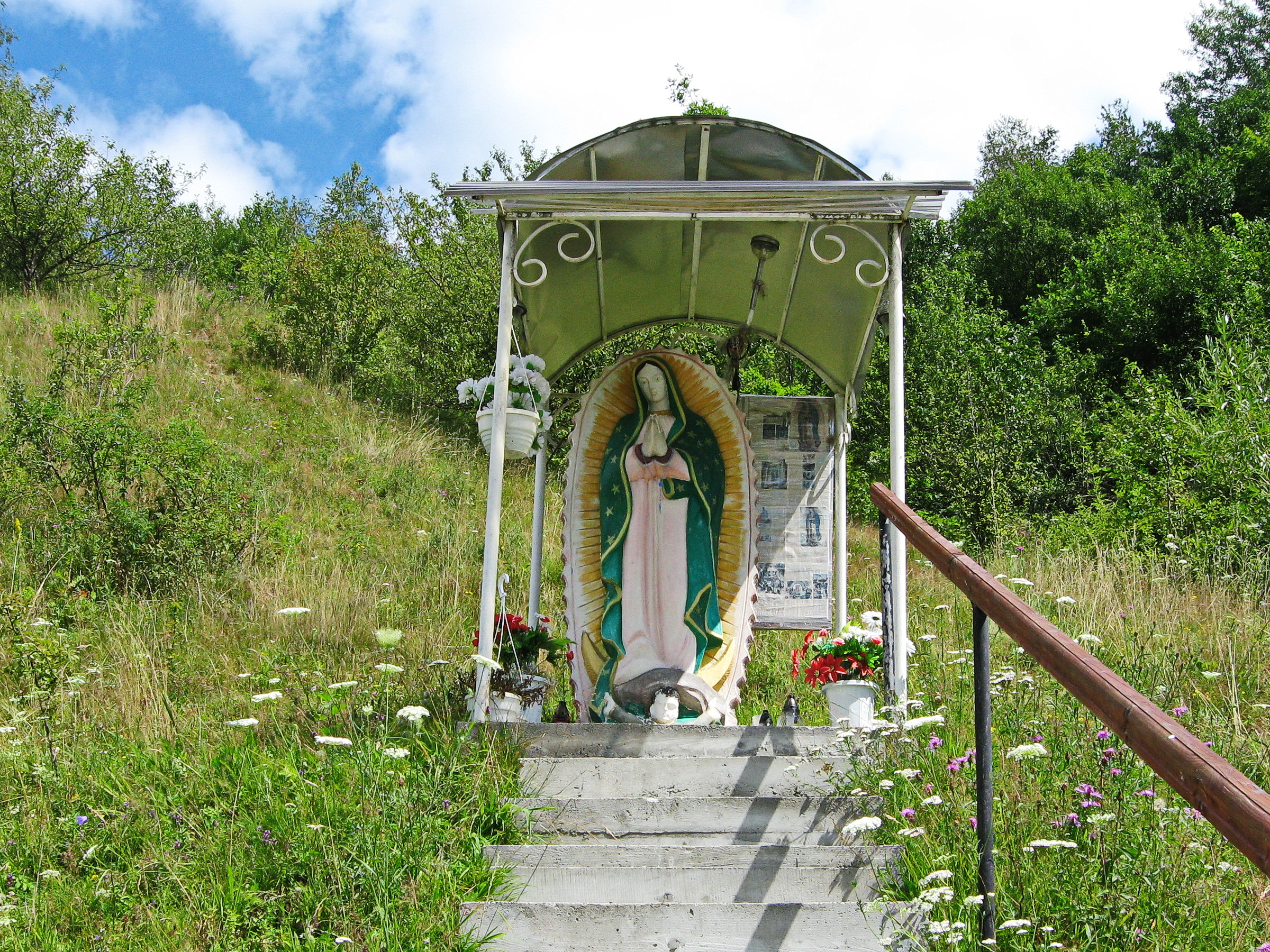
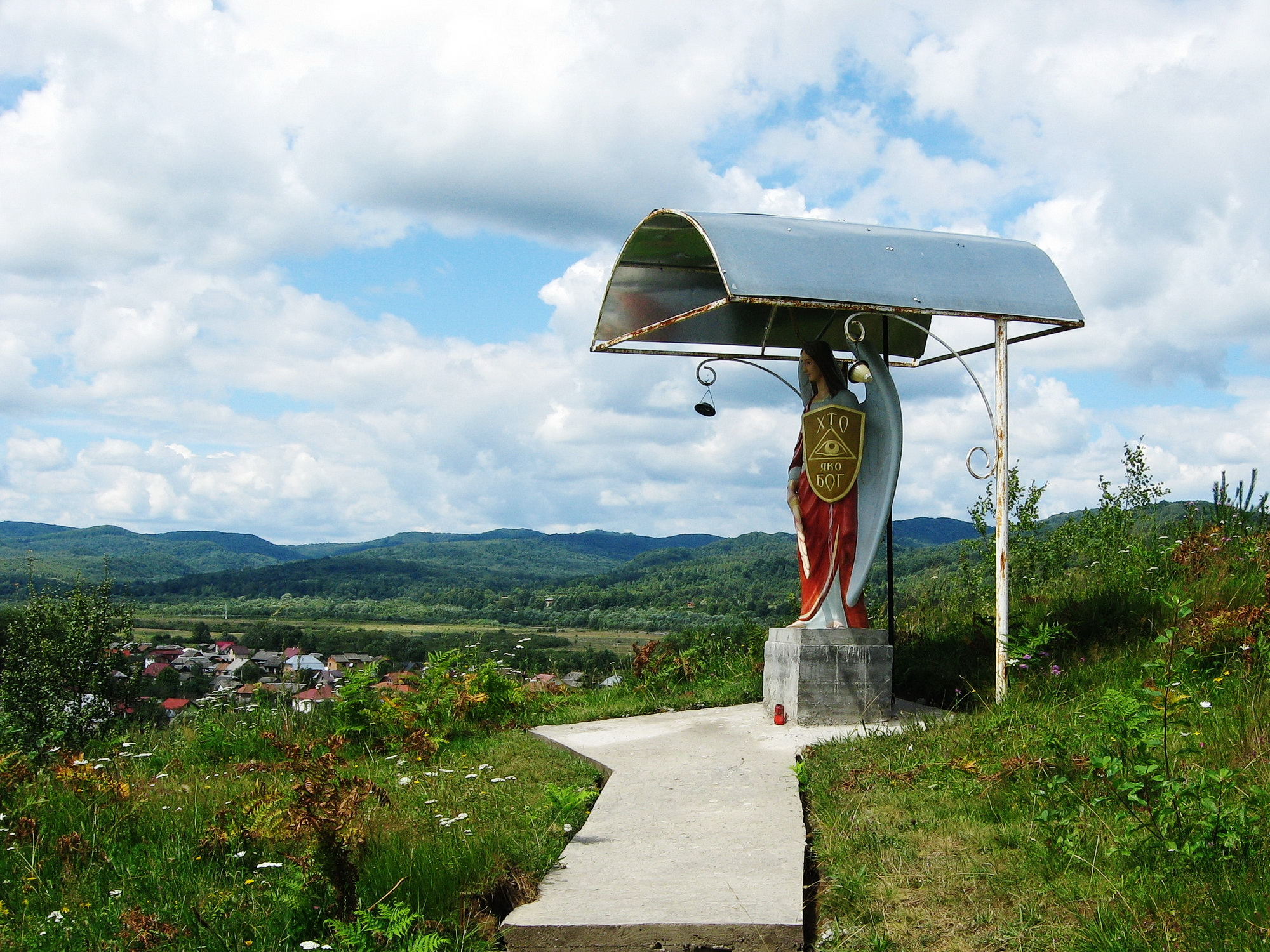
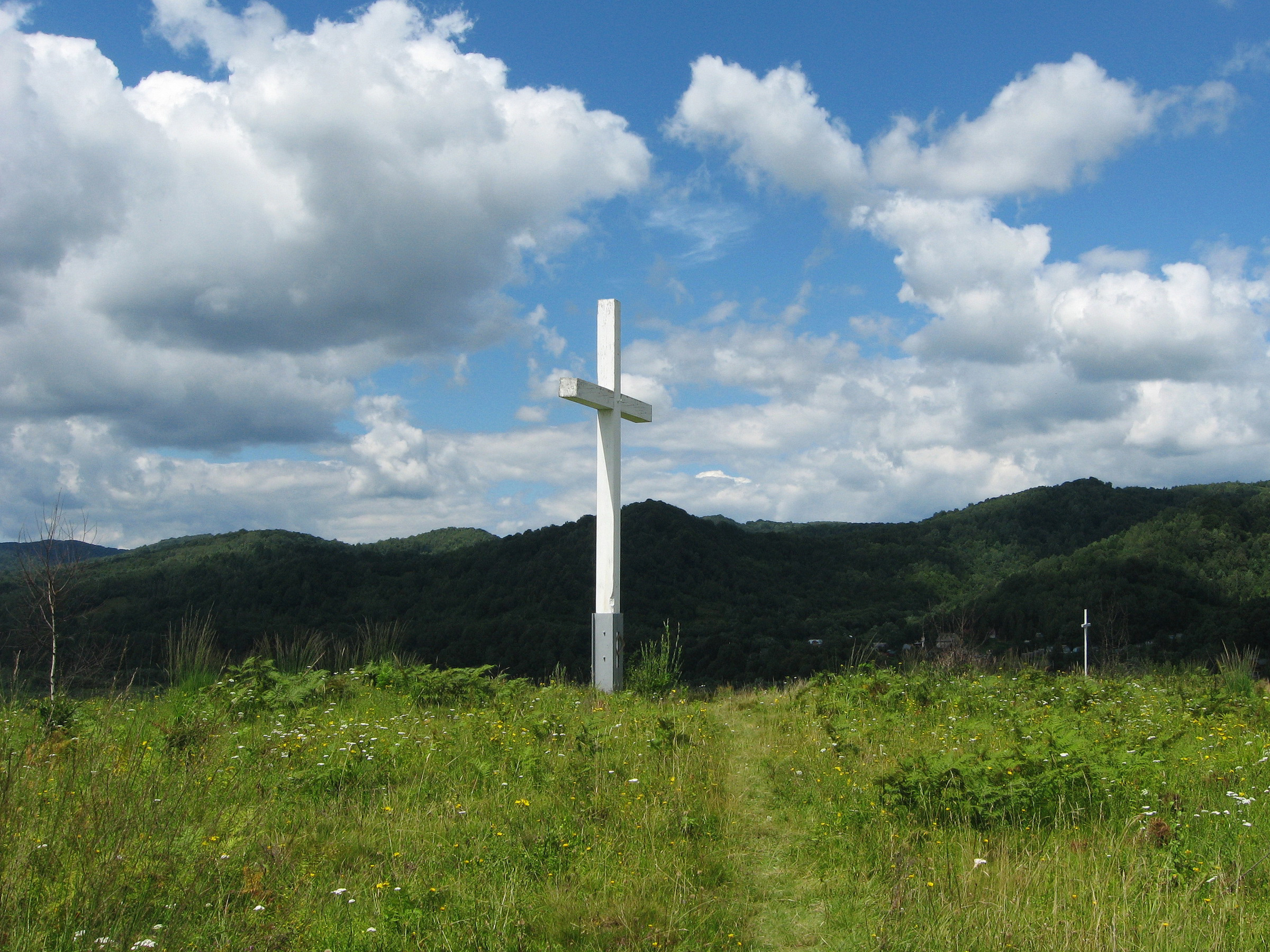
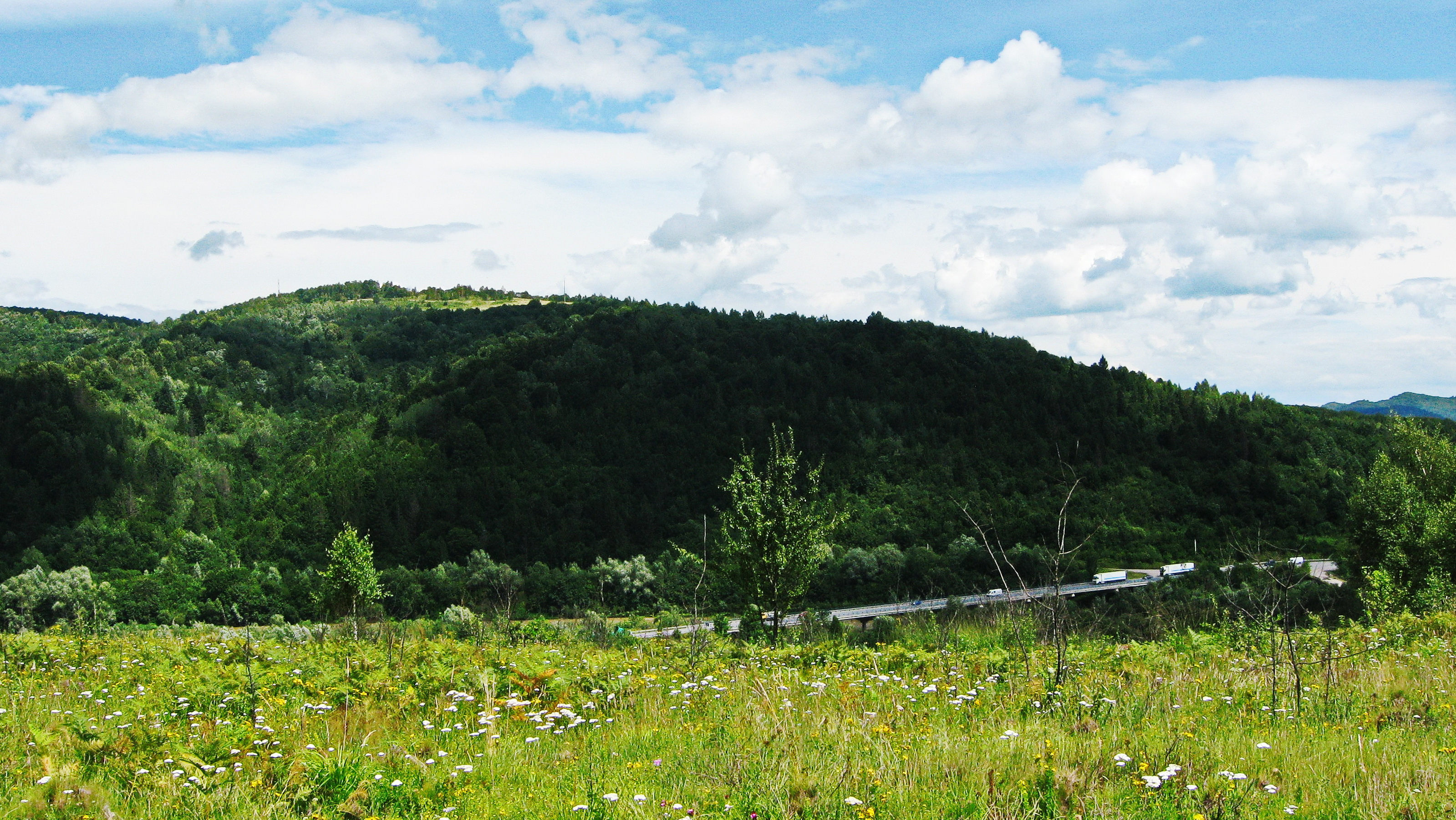